# Peter de Burchgrave
Peter Jacob de Burchgrave (Passendale, 1696 - Wervik, 1 november 1764) was een Zuid-Nederlands schoolmeester, heelmeester en gelegenheidsdichter.

## Levensloop
De Borchgrave vestigde zich in Wervik waar hij actief was als arts-heelmeester en als schoolmeester.
In de jaren 1726 tot 1736 organiseerde hij, met zijn schoolkinderen, toneelvoorstellingen, waarvoor hij zelf de stukken had geschreven.

## Werken
- Sint Cecilia: treurspel,
- Martial: Prins van Majorca,
- Clodoveus en St. Clotisdis: eersten Coninck en Coninginne van Vranckryck,
- Albion of Alboin: fondateur van 't ryck van Lombardien, en Rosamonde syne huysvrouwe,
- Sint Medardus: Wervycks patroon.